# Tramwaje w Malmköpingu

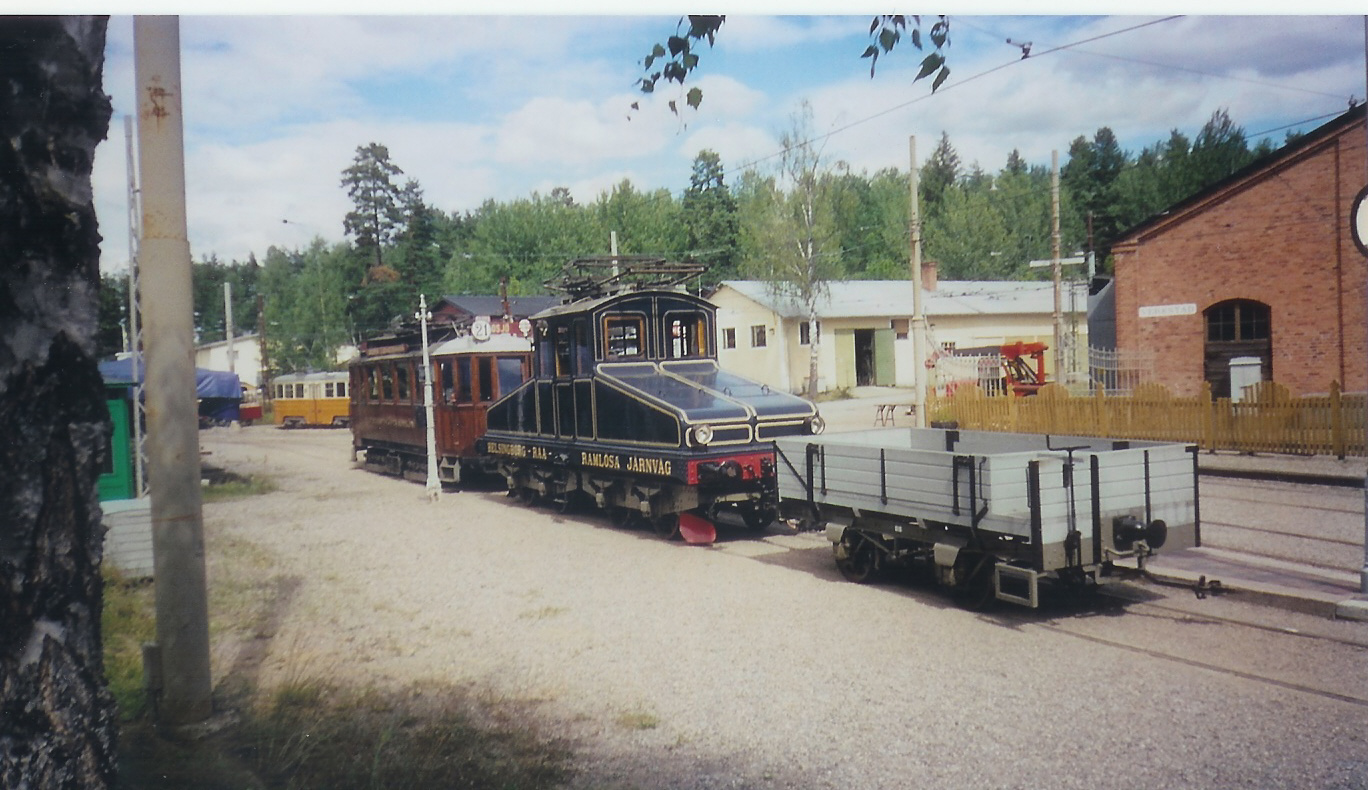
Tramwaje w Muzeum

Tramwaje w Malmköpingu – system komunikacji tramwajowej w szwedzkim mieście Malmköping.

## Historia
Linię tramwaju muzealnego w Malmköpingu otwarto 15 czerwca 1969. W 1970 wybudowano mijankę w Östersjön. W 1972 wybudowano halę Trumslagar dla muzealnego taboru. W 1974 wybudowano pętlę nawrotową w Hosjö. 17 września 1983 oddano do eksploatacji kolejną halę Vagnorama. Otwarcie tej hali nastąpiło 16 czerwca 1984. 20 sierpnia 1994 oddano do eksploatacji mijankę Trumslagarskogen obok hali Trumslagar. 

## Linia
Linia tramwajowa o długości 3 km zaczyna się w Malmköpingu:
- Malmköping – Trumslagarskogen − Östersjön – Hosjö

## Tabor
W kolekcji muzeum znajduje się około 90 wagonów tramwajowych (pasażerskie i towarowe) z 12 szwedzkich miast.